# Jindřich Flusser

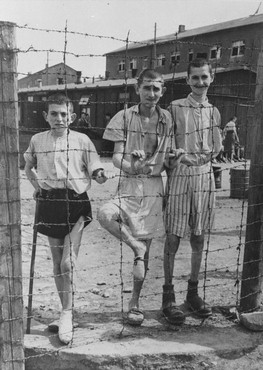
Zachráněné židovské děti v Buchenwaldu

Jindřich Flusser (20. září 1917, Praha – 23. srpna 1994, Praha) byl lékařem (internistou), překladatelem poezie z němčiny, redaktorem Československého rozhlasu a autorem vzpomínkové knihy Život na úvěr s osobními zážitky z nacistických koncentračních táborů.
V roce 2021 byla na jeho počest pojmenována ulice Jindřicha Flussera v Třebíči.

## Život

### Studia a druhá světová válka
Jindřich Flusser se narodil 20. září 1917 v Praze. Jeho otcem byl profesor, doktor filozofie Walter Flusser (30. ledna 1888, Praha – 11. července 1944, Osvětim), jeho matkou byla Hedwig Flusser (rozená Löwy) (14. dubna 1888, Praha – 11. července 1944, Osvětim) (Jindřich nebyl jedináček, měl ještě sestru Evu Flusser (provdanou Goldmannovou).) Po maturitě na reálném gymnáziu v Praze začal Jindřich Flusser studovat medicínu na Karlově Univerzitě v Praze. Po nastolení Protektorátu Čechy a Morava a uzavření vysokých škol (po 17. listopadu 1939) pracoval Jindřich Flusser mimo jiné jako pedikér. Později, po zavedení norimberských zákonů a vyloučení židovských dětí ze škol, vyučoval v rodinných kroužcích židovské děti. Od prosince roku 1941 byl vězněn v Terezíně. Od května roku 1944 byl vězněn v Osvětimi, ale osvobození a konce druhé světové války se dočkal v Buchenwaldu. Tady se Jindřich Flusser setkal se zachráncem židovských dětí Antonínem Kalinou, kterému pomáhal zachránit celý blok židovských dětí (asi tisíc vězněných chlapců). 

### Profesní kariéra po druhé světové válce
Po skončení druhé světové války složil rigorózní zkoušky. Následně pracoval na III. interní klinice v Praze. Později pak působil jako lékař – internista v ČKD a posléze jako ředitel zdravotního střediska ČKD. Z této funkce odešel na I. interní oddělení Fakultní nemocnice Bulovka, kde později zastával funkci primáře.

### Překlady a vlastní tvorba
V 60. letech 20. století začal Jindřich Flusser překládat německou poezii. (Jednalo se o díla Heinricha Heineho, Ericha Kästnera, Rainer Maria Rilkeho.) S literárním oddělením Československého rozhlasu dlouhodobě spolupracoval při přípravě řady pořadů. Časopisecky publikoval některé ukázky ze svých překladů jakož i samostatné články. Jeho literárně zpracované autobiografické zážitky z nacistických koncentračních táborů vycházely na pokračování v židovských ročenkách. Jindřich Flusser zemřel v Praze 23. srpna 1994 ve věku 76 let.

## Život na úvěr
- Flusser, Jindřich. Život na úvěr / Jindřich Flusser. První vydání. Praha: Garamond, 2019. 235 stran. ISBN 978-80-7407-437-0.[6] (Autobiografické vyprávění začíná transportem z Terezína na jaře roku 1944.[6] Odtud byl autor deportován spolu se svými rodiči a manželkou do „rodinného“ tábora v Osvětimi.[6] Kniha končí osvobozením koncentračního tábora Buchenwald.[6])